# Локомотив (футзальний клуб, Харків)
«Локомотив» — український футзальний клуб з міста Харкова. Заснований 1991 року як футбольний клуб, а 2005 року як професіональний футзальний клуб. Кольори клубу: біло-червоні.

## Історія
Футбол на Південній залізниці має давні традиції. У довоєнні і післявоєнні роки футбольна команда харківського «Локомотива» успішно виступала в чемпіонатах СРСР, але потім, через певні обставин, припинила своє існування.
У вересні 1991 року, відновило роботу відділення футболу ДФСК «Локомотив» Південній залізниці. Головним завданням була популяризація футболу і здорового способу життя серед дітей залізничників і мешканців Холодногірського району Харкова. Як експеримент були створені дві групи юнаків 1981-1982 р.н і 1987-1988 р.н. з підготовки футболістів. Юнацькі команди «Локомотива» ставали переможцями та призерами різних міжнародних турнірів з футболу в Іспанії, Франції, Чехії, проте найбільших результатів юні футболісти «Локомотива» добилися в футзалі. Команда юнаків 1981 р. н. стала володарем першого Кубка України з футзалу у 1998 р., а команда юнаків 1987-1988 р.н. тричі ставала переможцем юнацьких першостей України (2001-2003 рр.). Крім того вдалося підготувати ряд гравців, що виступають у різних лігах футбольних і футзальних чемпіонатів України.
1997 року команда зайняла 2 місце у відбірковій групі юнацької першості України з футболу.
2002 року  команда перемогла у своїй відбірковій групі і зайняла 2 місце у фіналі юнацької першості України з футболу.
2004 року  команда стала срібним призером юнацької першості України з футзалу у своїй віковій групі, а більшість юних футболістів у складі дорослої команди стали переможцями чемпіонату Харківської області у вищій лізі.
Враховуючи такі результати, групою ентузіастів, за організаційної підтримки Південної залізниці, було прийнято рішення дати можливість юним футболістам спробувати свої сили на більш високому рівні і заявити команду в першу лігу першості України з футзалу.
Сезон 2005/2006 рр. став дебютним для команди «Локомотив» у професійній лізі. Команда сформована з вихованців відділення футболу Дорожнього фізкультурно-спортивного клубу Південної залізниці, стала учасником чемпіонату України серед команд першої ліги в Східній зоні. За підсумками регулярного чемпіонату першої ліги «Локомотив» у Східній зоні зайняв четверте місце, набравши 23 очки, а 4 гравці: Дмитро та Олександр Сорокіни, Сергій Зінченко та Дмитро Клочко стали кандидатами в юніорську команду збірну України і взяли участі у Міжнародному турнірі «Санкт-Петербурзька осінь - 2006».
Наступного сезону «Локомотив» здобув перший серйозний успіх - після перемоги у Східній зоні першої ліги, команда завойовує малі бронзові медалі чемпіонату України і отримує право виступати у вищій лізі національного чемпіонату. Напередодні дебютного старту харківського «Локомотива» у вищій лізі чемпіонату України підопічні Євгена Ривкіна стали володарями «Кубка Визволення», який традиційно проводиться в Харкові перед початком регулярного чемпіонату. У фіналі «Кубка Визволення» «Локомотив» з рахунком 3:2 обіграв львівський вищоліговий «Тайм». Цікавим є той факт, що цей успіх принесли клубу футболісти - випускники своєї спортивної школи (в цьому сезоні вони склали 95% команди), причому більшості з них було 18-19 років.
2008 року команда дебютує у вищій лізі чемпіонату України. У першому для себе сезоні команда встановила клубний рекорд, зробивши безпрограшну серію з 12-ти матчів. За підсумками чемпіонату «Локомотив» посів високе як для дебютанта ліги сьоме місце. У цьому ж сезоні в Словенії у місті Копер відбувся чемпіонат світу серед студентських команд. У складі збірної України гравці харківського «Локомотива» Сергій Зінченко, Олександр і Дмитро Сорокіни і голкіпер Дмитро Литвиненко завоювали срібні нагороди. Успішно подолавши всі етапи турніру, наша збірна дійшла до фіналу, де поступилася збірній Португалії з рахунком 1:5.
2008 року Сергій Зінченко, Олександр і Дмитро Сорокіни отримують звання майстрів спорту України.
У грудні 2008 року в Росії, в Санкт-Петербурзі відбувся перший в історії футзалу чемпіонат Європи серед молодіжних команд. У складі збірної України виступали відразу п'ятеро гравців харківського «Локомотива» - Дмитро Клочко, Сергій Зінченко, Олександр і Дмитро Сорокіни та голкіпер Дмитро Литвиненко. Збірна Україна стала бронзовим призером Євро-2008. У півфіналі українці поступилися збірній Росії з рахунком 0:1. До речі саме команда Росії і стала чемпіоном Європи серед молодіжних збірних.
Цього ж року головному тренеру команди Євгену Ривкіну присвоєно звання «Заслужений тренер України». У цьому ж сезоні «Локомотив» вперше у своїй історії став володарем Кубка України. У фіналі, який відбувся на початку травня в Донецьку, «Локомотив» з рахунком 2:0 обіграв донецький «Шахтар». Авторами голів стали Дмитро Федорченко та Дмитро Клочко. У чемпіонаті країни «Локомотив» зайняв високе четверте місце, набравши 51 очко.
Влітку 2009 року дев'ять гравців «Локомотива» (Євген Ланко, Олександр і Дмитро Сорокіни, Дмитро Клочко, Дмитро Федорченко, Сергій Зінченко, Віталій Одєгов, Віталій Кисельов та Дмитро Литвиненко) у складі національної збірної України взяли участь у престижному міжнародному турнірі «Гран-Прі» у Бразилії. За його підсумками наша національна збірна посіла шосте місце з 16-ти команд.
У сезоні 2009/2010 років «Локомотив» у чемпіонаті країни посів п'яте місце. У серпні 2010 року «Локомотив» став срібним призером міжнародного турніру «ISMA Futsal Friendly Cup 2010». У цьому ж місяці вісім гравців «Локомотива» були викликані в студентську збірну країни для участі в чемпіонаті світу в місті Нові Сад (Сербія). Збірна України посіла на чемпіонаті світу четверте місце.
Наступного року «Локомотив» у регулярному сезоні посів третє місце, і потрапив в серію плей-оф, де в результаті боровся у фіналі за третє місце з командою «Єнакієвець». Перемігши в серії з рахунком 3:0 харків'яни вперше в історії клубу та харківського футболу завоювали бронзові нагороди чемпіонату. У цьому сезоні харківські футзалісти залучалися і до складу національної збірної країни для участі в кваліфікаційному раунді чемпіонату Європи. Цей раунд приймав Харків і рідні стіни допомогли українцям здобути впевнені перемоги над збірними Угорщини, Бельгії та Туреччини і пробитися в фінал Євро-2012. «Локомотив» у складі збірної України був представлений сімома представниками - гравці Євген Іваняк, Дмитро Литвиненко, Сергій Журба, Дмитро Клочко та Дмитро Сорокін, тренер збірної Євген Ривкін, лікар команди Володимир Клименко.
В сезоні 2011/2012 «Локомотив» став віце-чемпіоном країни, лише одне очко відокремило харківський «Локомотив» у підсумковій турнірній таблиці від першого місця. Також у цьому сезоні «Локомотив» став фіналістом Кубка України. Срібло в чемпіонаті країни - найкращий результат за всю історію харківського футзалу.
У серпні 2012 року студентська збірна України, сформована виключно з гравців «Локомотива», тріумфально виступила на чемпіонаті світу, який проходив у Португалії. У чвертьфіналі команда обіграла Бразилію (3:1), у півфіналі господарів турніру Португалію (1:0), а у фіналі збірну Росії (1:0). У складі збірної Україну представляли гравці та тренери «Локомотива»: Воротарі: 14. Дмитро Литвиненко, 12. Максим Лисенко. Польові гравці: 2. Віктор Кравцов, 3. Євген Клочко, 4. Сергій Журба, 5. Микола Білоцерківець, 10. Дмитро Сорокін, 13. Олександр Сорокін, 7. Дмитро Клочко, 11. Дмитро Камеко, 9. Дмитро Федорченко, 8. Євген Сірий. Наставники збірної та харківського «Локомотива» - головний тренер Євген Ривкін, тренер Павло Пікалов. Лікар-масажист: Володимир Шугай. Воротар збірної України Дмитро Литвиненко був визнаний найкращим гравцем чемпіонату світу. Гравець збірної Євген Сірий - найкращим молодим гравцем чемпіонату. Обидва вони потрапили в п'ятірку символічної збірної чемпіонату світу серед студентів. 
12 липня 2017 року було оголошено, що через фінансові труднощі клуб відмовляється від подальшої участі у чемпіонаті України, а всі гравці отримали статус вільних агентів.

## Титули і досягнення
| - Вища ліга / Екстра-ліга: - Чемпіон (3): 2012—2013, 2013—2014, 2014—2015. - Срібний призер (2): 2011—2012, 2015—2016. - Бронзовий призер (2): 2010—2011, 2016—2017. - Перша ліга: - Бронзовий призер (1): 2006—2007. - Володар (3): 2008–2009, 2015–2016, 2016–2017. - Фіналіст (2): 2011–2012, 2013–2014. - - Володар (4 (рекорд)): 2013, 2014, 2015, 2016. |  | - Переможець «Кубку Визволення»: 2007 р. - Переможець міжнародного турніру з футболу у місті Лілль, Франція 1995 р. - Переможець міжнародного турніру з футболу «Кубок Барселони» в своїй віковій групі (Барселона, Іспанія) 1999 р. - 2 місце в міжнародному юнацькому турнірі з футболу у місті Ламбаль, Франція 2003 р. |  | - Переможець першості міста Харкова з футболу 1997 р. - Переможець першості міста Харкова з футзалу (2): 1997, 1998 рр. - Переможець першості міста Харкова з футзалу серед юнаків 2001 р. - Володар Кубка України з футзалу серед старших юнаків 1998, 2000 рр. - Переможець юнацької першості України з футзалу у своїй віковій групі (3): 2001, 2002, 2003 рр. - Срібний призер юнацької першості України з футзалу у своїй віковій групі 2004 р. - Срібний призер чемпіонату Харківської області в суперлізі 2005 р. - Переможець фіналу всеукраїнського турніру «Кубок Вуличного футболу» (м. Київ) 2001 р. - 2 місце у фіналі юнацької першості України з футболу 2002 р. |

## Найкращі випускники
- Сергій Пшеничних 1981 р. н. («Ворскла» Полтава, «Опава» Чехія, «Карпати» Львів, «Металіст» Харків)
- Максим Берлізєв 1981 р. н. («Ворскла» Полтава, «Атирау» Казахстан, МФК «Локомотив» Харків)
- Артем Ахрамеєв 1982 р. н. («Металіст» Харків, «Десна» Чернігів, «Арсенал» Харків, «ТМП» Фінляндія)
- Юрій Буличев 1982 р. н. («Металіст» Харків, «Арсенал» Харків, ПФК «Олександрія», «Кривбас», «Геліос)
- Дмитро Клочко 1987 р. н. («ЦСКА» Москва, «Металург» Донецьк, МФК «Шахтар» Донецьк, МФК «Локомотив» Харків)
- Сергій Зінченко 1988 р.н. (МФК «Локомотив» Харків)
- Олександр Сорокін 1987 р. н. (МФК «Локомотив» Харків)
- Дмитро Сорокін 1988 р. н. (МФК «Локомотив» Харків)